# An Dubh-loch (Applecross)
An Dubh-loch (schottisch-gälisch: „schwarzer See“) ist ein Süßwassersee in der schottischen Council Area Highland beziehungsweise in der traditionellen Grafschaft Ross-shire.

## Beschreibung
Der See liegt auf einer Höhe von 377 Metern über dem Meeresspiegel auf der äußerst dünn besiedelten Halbinsel Applecross. Südwestlich beziehungsweise östlich erheben sich der 626 Meter hohe Beinn a’ Chlachain und der 518 Meter hohe Meall na Fhuaid. Seine Ufer sind unbesiedelt. Die nächstgelegene Siedlung ist das neun Kilometer nordöstlich am Loch Shieldaig gelegene Shieldaig. An-Dubh-loch ist nicht durch Straßen erschlossen. Zwei Kilometer südlich, jenseits der Hügel, verläuft ein unbefestigter Stichweg. Die nächstgelegene befestigte Straße verläuft 4,5 Kilometer westlich entlang der Küste.
Der längliche An Dubh-loch weist eine maximale Länge von 0,83 Kilometern bei einer maximalen Breite von 0,29 Kilometern auf, woraus sich eine Fläche von zwölf Hektar und ein Umfang von zwei Kilometern ergeben. Die mittlere Tiefe des An Dubh-loch beträgt 6,4 Meter, woraus ein Volumen von 799.083 Kubikmetern resultiert. Sein Einzugsgebiet umfasst 179 Hektar und besteht zu etwa 90 % aus Heideland, während Grundwasser 7,2 % des Zuflusses ausmacht. Das Einzugsgebiet erstreckt sich im Wesentlichen nach Südwesten und Nordosten. Der See verfügt über keine benannten Zuflüsse. Der vom Nordufer abfließende Allt an Dubh-lochan mündet sieben Kilometer nordwestlich in den Inner Sound.